# Miel Mundt
Emil Gustav Mundt, detto Miel, (Sukabumi, 30 maggio 1880 – Rotterdam, 17 luglio 1949), è stato un calciatore olandese, di ruolo centrocampista.
Nel 1908 ha preso parte alle Olimpiadi di Londra, dove l'Olanda è arrivata terza.

## Palmarès

### Club
- Campionato olandese: 1

HVV: 1906-1907

### Nazionale
- Bronzo olimpico: 1

Londra 1908

## Statistiche

### Cronologia presenze e reti in nazionale
| Cronologia completa delle presenze e delle reti in nazionale ― Paesi Bassi | Cronologia completa delle presenze e delle reti in nazionale ― Paesi Bassi | Cronologia completa delle presenze e delle reti in nazionale ― Paesi Bassi | Cronologia completa delle presenze e delle reti in nazionale ― Paesi Bassi | Cronologia completa delle presenze e delle reti in nazionale ― Paesi Bassi | Cronologia completa delle presenze e delle reti in nazionale ― Paesi Bassi | Cronologia completa delle presenze e delle reti in nazionale ― Paesi Bassi | Cronologia completa delle presenze e delle reti in nazionale ― Paesi Bassi |
| Data                                                                       | Città                                                                      | In casa                                                                    | Risultato                                                                  | Ospiti                                                                     | Competizione                                                               | Reti                                                                       | Note                                                                       |
| -------------------------------------------------------------------------- | -------------------------------------------------------------------------- | -------------------------------------------------------------------------- | -------------------------------------------------------------------------- | -------------------------------------------------------------------------- | -------------------------------------------------------------------------- | -------------------------------------------------------------------------- | -------------------------------------------------------------------------- |
| 22-10-1908                                                                 | Londra                                                                     | Regno Unito                                                                | 4 – 0                                                                      | Paesi Bassi                                                                | Olimpiadi 1908 - Semif.                                                    | -                                                                          |                                                                            |
| 25-10-1908                                                                 | L'Aia                                                                      | Paesi Bassi                                                                | 5 – 3                                                                      | Svezia                                                                     | Amichevole                                                                 | -                                                                          |                                                                            |
| 21-3-1909                                                                  | Anversa                                                                    | Belgio                                                                     | 1 – 4                                                                      | Paesi Bassi                                                                | Amichevole                                                                 | -                                                                          |                                                                            |
| 12-4-1909                                                                  | Amsterdam                                                                  | Paesi Bassi                                                                | 0 – 4                                                                      | Inghilterra                                                                | Amichevole                                                                 | -                                                                          | L'Inghilterra giocava con la Nazionale dilettanti                          |
| Totale                                                                     |                                                                            | Presenze                                                                   | 4                                                                          |                                                                            | Reti                                                                       | 0                                                                          |                                                                            |